# 红裂稃草
红裂稃草（学名：Schizachyrium sanguineum）为禾本科裂稃草属下的一个种。

## 扩展阅读
- 維基物種上的相關：红裂稃草